# Боскамп, Ханс
Ханс Боскамп (нидерл. Hans Boskamp; 7 мая 1932, Роттердам — 21 марта 2011, Дордрехт) — нидерландский футболист и актёр.

## Биография
Ханс Боскамп родился 7 мая 1932 года в городе Роттердам. Ханс является сыном нидерландского актёра и певца Йохана Боскампа.

### Футбольная карьера

#### Клубная карьера
Ханс Боскамп начал свою футбольную карьеру в амстердамском «Аяксе» в 1950 году. В 1954 году Ханс перебрался в другой амстердамский клуб — БВК Амстердам, который в 1958 году объединился с командой ДВС.

#### Сборная Нидерландов
В составе национальной сборной Нидерландов Ханс провёл четыре товарищеских матча. Его дебютная игра состоялась 21 сентября 1952 года против сборной Дании. Гостевой матч, проходивший в Копенгагене, завершился победой датчан со счётом 3:2, хотя ещё до 20-й минуты «оранжевые» вели с преимуществом в два гола. В конце апреля 1953 года Ханс вновь был вызван в национальную команду. 7 марта он принял участие в матче с Данией, а 22 числа сыграл против сборной Швейцарии.
В последний раз Боскамп в составе сборной появился 30 мая 1954 года в игре против сборной Швейцарии, состоявшейся в Цюрихе. В гостевой игре подопечные Япа ван дер Лека повели уже на 11-й минуте; свой первый гол в дебютной игре за сборную забил нападающий Кун Диллен. Однако швейцарцы трижды смогли поразить ворота сборной Нидерландов; хет-трик был на счету Рогера Фонлантена, который выступал за «Грассхоппер». После поражения от Швейцарии сборную возглавил Карел Кауфман, но Боскампа в ряды сборной он не вызывал.

## Статистика

### Матчи Боскампа за сборную Нидерландов
| Матчи Боскампа за сборную Нидерландов | Матчи Боскампа за сборную Нидерландов | Матчи Боскампа за сборную Нидерландов | Матчи Боскампа за сборную Нидерландов | Матчи Боскампа за сборную Нидерландов | Матчи Боскампа за сборную Нидерландов |
| ------------------------------------- | ------------------------------------- | ------------------------------------- | ------------------------------------- | ------------------------------------- | ------------------------------------- |
| №                                     | Дата                                  | Соперник                              | Счёт                                  | Голы Боскампа                         | Соревнование                          |
| 1                                     | 21 сентября 1952                      | Дания                                 | 2:3                                   | —                                     | Товарищеский матч                     |
| 2                                     | 7 марта 1953                          | Дания                                 | 1:2                                   | —                                     | Товарищеский матч                     |
| 3                                     | 22 марта 1953                         | Швейцария                             | 1:2                                   | —                                     | Товарищеский матч                     |
| 4                                     | 30 мая 1954                           | Швейцария                             | 1:3                                   | —                                     | Товарищеский матч                     |

Итого: 4 матча / 0 голов; 0 побед, 0 ничьих, 4 поражения.

### Актёрская карьера
Актёрскую карьеру Ханс начал в 1960 году играя роли в ряде спектаклей вместе со своим отцом. В 1966 году Ханс снялся в сериале «Да сестра, нет сестра», который шёл два сезона с 1966 по 1968 год. В 1969 году Боскамп снялся в историческом сериале «Флорис», режиссёром которого был Пауль Верхувен. В 70-е и 80-е года Ханс снимался во многих сериалах и фильмах.

### Последние годы и смерть
27 мая 2008 года стало известно о том, что Ханс серьёзно болен, у него обнаружили стрептококковую бактерию. В связи с болезнью Боскамп сильно обезвожен, а его почки не функционируют должным образом, сообщила его жена.
22 марта 2011 года Ханс Боскамп скончался в Дордрехте.

## Фильмография
- 1966—1968 — Да сестра, нет сестра (сериал)
- 1969 — Флорис (сериал)
- 1973 — Не паникуйте
- 1973 — Турецкие наслаждения
- 1975 — Клоун Пипо и старые пираты
- 1976 — De Sil de strandjutter
- 1978 — Мантия любви
- 1980 — De Bende van Hiernaast
- 1985 — Лев Фландрии
- 1988 — Три слишком много
- 1989 — Gwang tin lung foo wooi